# Abul Gharib (Herr von Birecik)
Abul Gharib (armenisch Աբուլ Ղարիբ; † nach 1117) war ein armenischer Adeliger und in den Jahren um 1100 Herr der Stadt Birecik am Euphrat (arabisch al-Bīra).
Er entstammte der Adelsfamilie Pahlavuni und war ab 1080 deren Oberhaupt.
Im Jahr 1098 wurde er durch Balduin I., der mit der Grafschaft Edessa einen der Kreuzfahrerstaaten im syrischen Raum beherrschte, als Herrscher von Birecik eingesetzt, nachdem Balduin eine armenische Verschwörung niedergeschlagen hatte. 1110 folgte er einem Aufruf von Balduins Nachfolger Balduin II. und nahm an einem Feldzug gegen Maudud, den Emir von Mossul, teil.
In den 1110er Jahren kam es zu einer längeren Belagerung des gut befestigten Birecik durch Balduin II. sowie durch dessen Gefolgsmann Waleran (oder Galeran) von Le Puiset. Da die militärische Lage der Verteidiger zunehmend schlechter wurde, musste Abul Gharib 1117 kapitulieren. Balduin gab Waleran daraufhin Abul Gharibs Tochter zur Frau und übergab ihm gleichzeitig die Stadt Birecik als Mitgift. Aus der Folgezeit liegen über ihn keine Informationen mehr vor.